# 키쿠야 토모키
키쿠야 토모키(일본어: 菊谷 知樹 きくや ともき[*], 1968년 2월 21일 ~ )는 일본의 작곡가・편곡가이다. 기타 연주자이기도 하다. 도쿄도 미타카시 출신.